# Крутово (Камешковский район)
Крутово — деревня в Камешковском районе Владимирской области России, входит в состав Сергеихинского муниципального образования.

## География
Деревня расположена в 5 км на юг от центра поселения деревни Сергеиха и в 19 км на запад от райцентра города Камешково.

## История
В конце XIX — начале XX века деревня входила в состав Быковской волости Суздальского уезда. В 1859 году в деревне числилось 28 дворов, в 1905 году — 33 дворов, в 1926 году — 51 хозяйств.
С 1929 года деревня входила в состав Новосельского сельсовета Суздальского района, с 1940 года — в составе Сергеихинского сельсовета Камешковского района, с 2005 года — в составе Сергеихинского муниципального образования.

## Население
| 1859 | 1905 | 1926 |
| ---- | ---- | ---- |
| 165  | 197  | 219  |

| 1859 | 1905 | 1926 | 2002 | 2010 | 2021 |
| ---- | ---- | ---- | ---- | ---- | ---- |
| 165  | ↗197 | ↗219 | ↘6   | ↗9   | ↘5   |